# Canto de ronda
El canto de ronda, o ronda simplemente, es una costumbre folclórica española, en la cual los jóvenes o mozos del lugar salen de celebración y a cantar por las calles de los pueblos por las noches por varios motivos, como la llamada a filas o fiesta de los quintos, las fiestas patronales del lugar, la Festividad de los Mayos o el cortejo de alguna muchacha.

## Comunidad de Madrid
En el municipio madrileño de Robledo de Chavela, por ejemplo, son típicas las seguidillas y jotas tocadas durante las rondas que hacen los quintos en la noche del sábado anterior al domingo de Semana Santa en el que se celebra la fiesta del Judas. También se rondaba el día de la Hoguera de los Quintos, en Nochevieja.                                                       
Cuando se casaba uno, en la noche de bodas, también se le hacía la ronda a los recién casados.

## Castilla-La Mancha
También, en la provincia de Cuenca, eran costumbre las rondas por parte de los Quintos o mozos que eran llamados a filas. Las rondas se celebran recorriendo todas las calles del pueblo acompañados de la orquestina y de los instrumentos más insólitos. Actualmente apenas se dan estas rondas debido a la ausencia de gente joven o "moza" en el lugar. En su recorrido invitan a los transeúntes a beber del botillo, mientras corean el acto de la liberación con versos como cantados a viva voz. 
Al final de las rondas, en que recogían de todo por las casas (dinero y especie), mataban un cordero y con lo recogido estaban de "zangona" varios días.
Otro tipo de ronda era la que se hacía en honor de los forasteros y funcionarios. Estos quedaban obligados a invitar "generosamente" a los rondadores y a los componentes de la orquestina. Ésta solía ir formada por un par de laúdes, una guitarra, un rabel, varias botellas de anís, un almirez, una caña y un cántaro (en cuya boca se golpeaba con una suela de alpargata para hacerlo sonar).
Para rondar era necesario pagar a los mozos, aunque fuese algo tan insignificante como un paquete de cigarros. De este modo el "rondador", podía cantar a su moza sin estorbos y sin exponerse a una buena tunda de sus compañeros.
Los cantos y bailes que acompañaban a estas celebraciones se conocen como Cantos de ronda, y son muy variados, dependiendo de la zona geográfica, variando desde la jota, la cascabelera (variante en la cual, a los instrumentos habituales del canto de ronda se le incorporan los cascabeles, tratando las letras habitualmente de temas rondeños o campesinos), o la seguidilla.